# Lysimachia candida
Lysimachia candida är en viveväxtart som beskrevs av John Lindley. Lysimachia candida ingår i släktet lysingar, och familjen viveväxter. Inga underarter finns listade i Catalogue of Life.